# TRAX (ライトレール)
TRAX（トラックス）は、アメリカ合衆国の都市・ソルトレイクシティのライトレール（路面電車）。1999年に開通し、2024年現在は3系統での運行を実施しており、ユタ・トランジット・オーソリティー（Utah Transit Authority、UTA）によって運営されている。愛称の「TRAX」は「トランジット・エクスプレス（Transit Express）」の略である。

## 歴史
1941年5月にソルトレイクシティの路面電車が廃止されて以降、同都市の公共交通機関の主力はガソリンエンジンを用いたバスとなった。しかし、1970年代に入るとアメリカ合衆国の他都市と同様に道路の混雑や排気ガスによる汚染、そして石油危機による燃料高騰が課題となっていた。それらの問題を解決するべく、1980年代以降新たな公共交通機関として軌道交通を導入する計画が立ち上げられ、モノレールや高規格の通勤鉄道といった選択肢の中から最も経済的かつ効果的なものとして、他都市でも導入されていたライトレールを建設する方針が決定した。
最初に建設されたのはソルトレイクシティのダウンタウン地区と郊外の都市・サンディを結ぶ経路を辿る路線で、1999年12月4日に営業運転を開始した。続けて、2002年に開催された冬季オリンピックへ向けて会場となったライス・エクルズ・スタジアムへ向けた延伸工事が実施され、2001年12月に途中のユタ大学までの路線が開通したものの、安全性の懸念からスタジアムまでの開通はオリンピックの翌年となる2003年となった。
以降も積極的な延伸が行われ、2011年8月にサウスジョーダンおよびウェストバレーシティ方面の区間が開通したのを契機に、それまでの番号表記に加えて色を用いた系統名が用いられるようになった。更に2013年4月にはソルトレイクシティ国際空港へ向かう区間が、同年8月にはドレイパー方面の区間が開通し、多数の利用客を記録している。
これらにより、2024年時点で次項で述べる通りTRAXは3系統を有する路線網が構築されているが、それに加えてユタ・トランジット・オーソリティーは2034年に開催される冬季オリンピックへ向け、ソルトレイクシティ国際空港とユタ大学を結ぶ新たな区間の開通、4番目となる新規系統「オレンジライン」の導入などの計画を進めている。

## 系統
2024年現在、TRAXは以下の3系統による運行を実施している。
| 系統名         | 系統番号 | 起点                    | 終点               | 備考・参考 |
| -------------- | -------- | ----------------------- | ------------------ | ---------- |
| ブルーライン   | 701      | Salt Lake Central       | Draper Town Center | [ 15 ]     |
| レッドライン   | 703      | U. Of U. Medical Center | Daybreak Parkway   | [ 16 ]     |
| グリーンライン | 704      | West Valley Central     | Airport            | [ 17 ]     |

## 車両

### 現有車両
- SD-100形 - TRAXの開業に合わせて導入されたシーメンス製の2車体連接車。23両（1001 - 1023）が使用されている[4][18][2]。
- SD-160形 - 延伸に合わせて17両（1024 - 1040）が導入されたシーメンス製の2車体連接車。 主電動機が誘導電動機に変更されている。2010年代後半以降、SD-100形と共に機器や内装の更新・延命工事が進められたが、後述のように置き換えが検討されている[4][18][2][19]。
- S70形 - シーメンスが展開する部分超低床電車。延伸に合わせて77両（1101 - 1177）が導入された[4][5][2]。

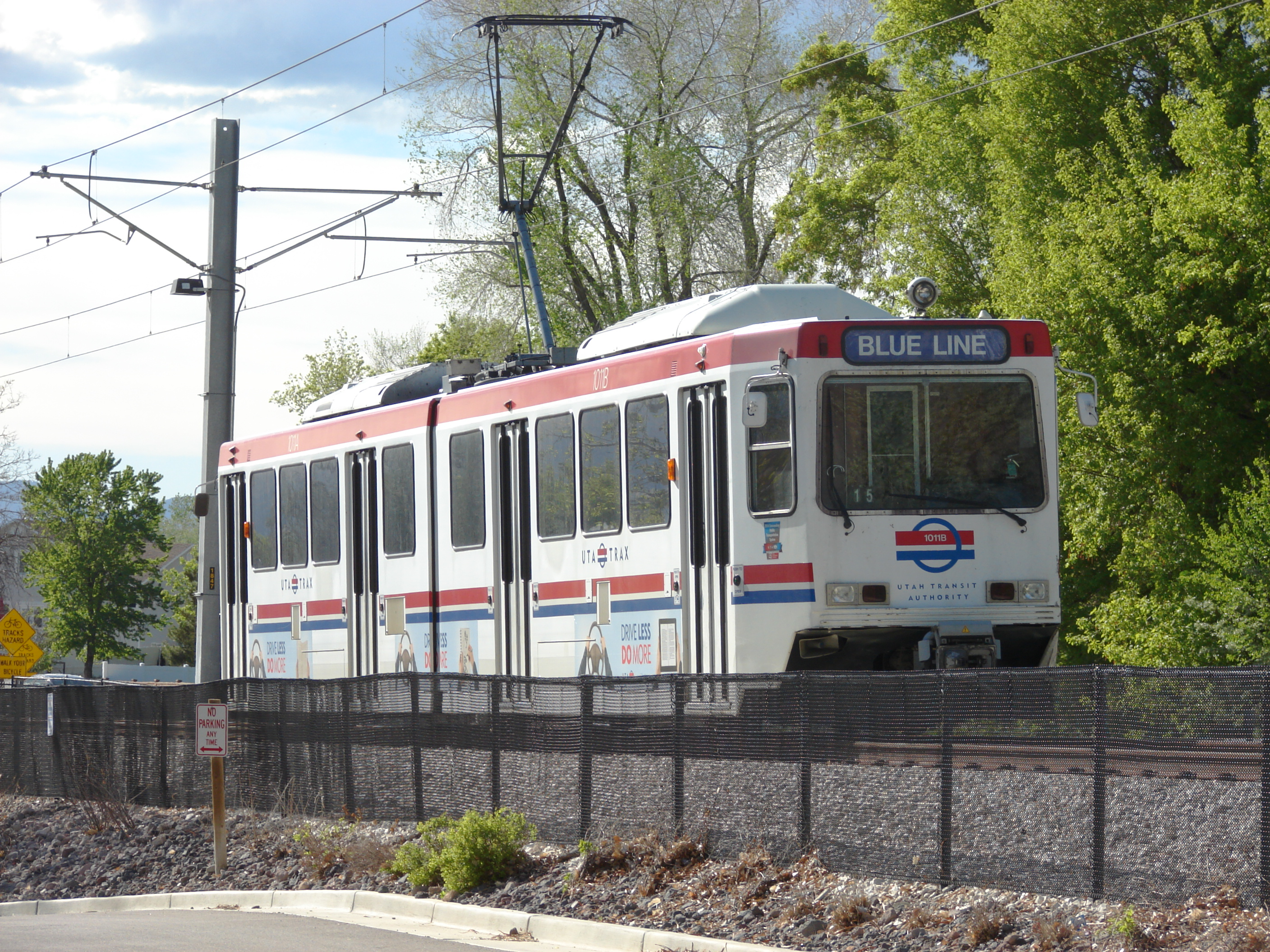
SD-100形（2015年撮影）
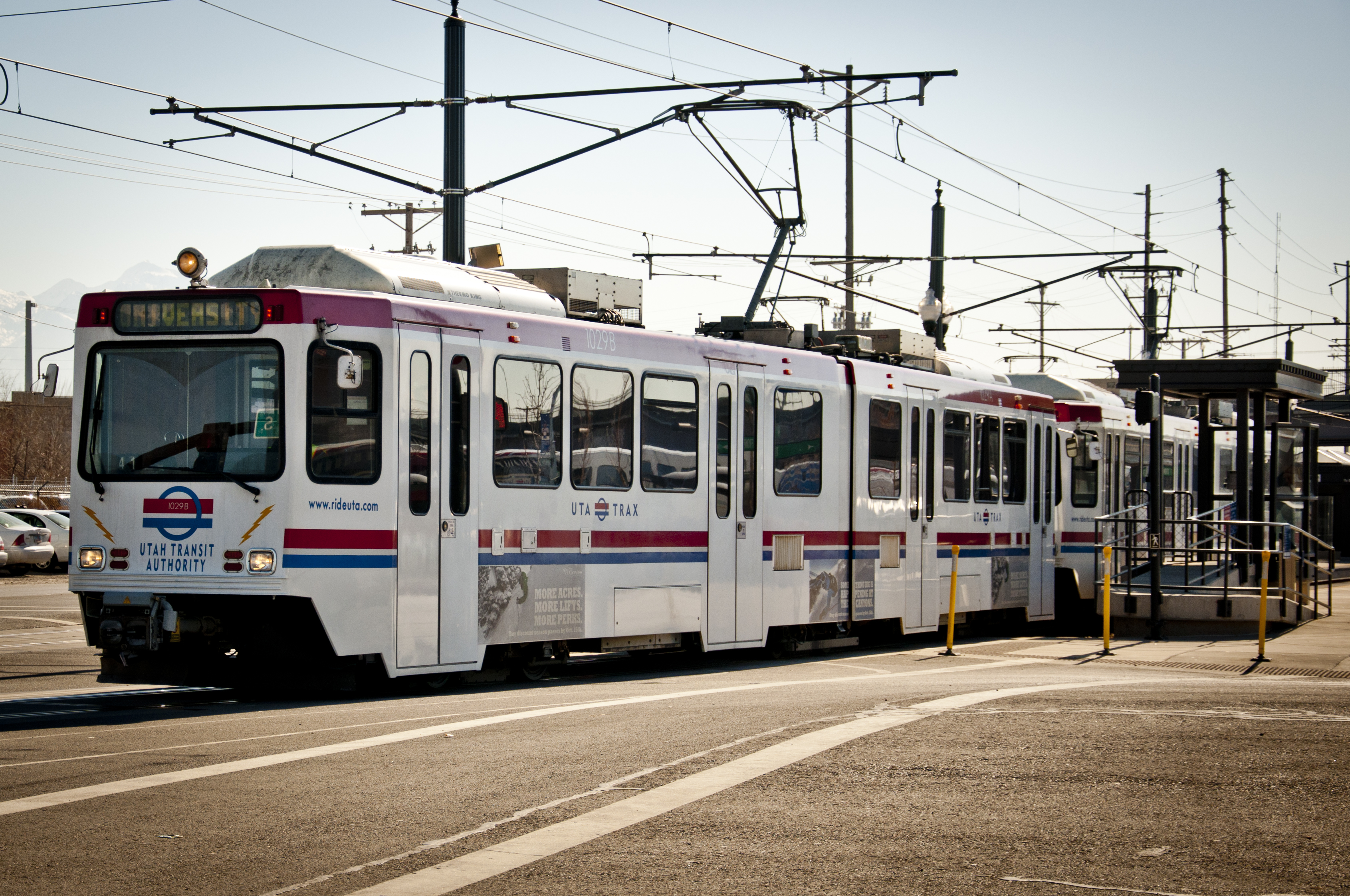
SD-160形（2011年撮影）
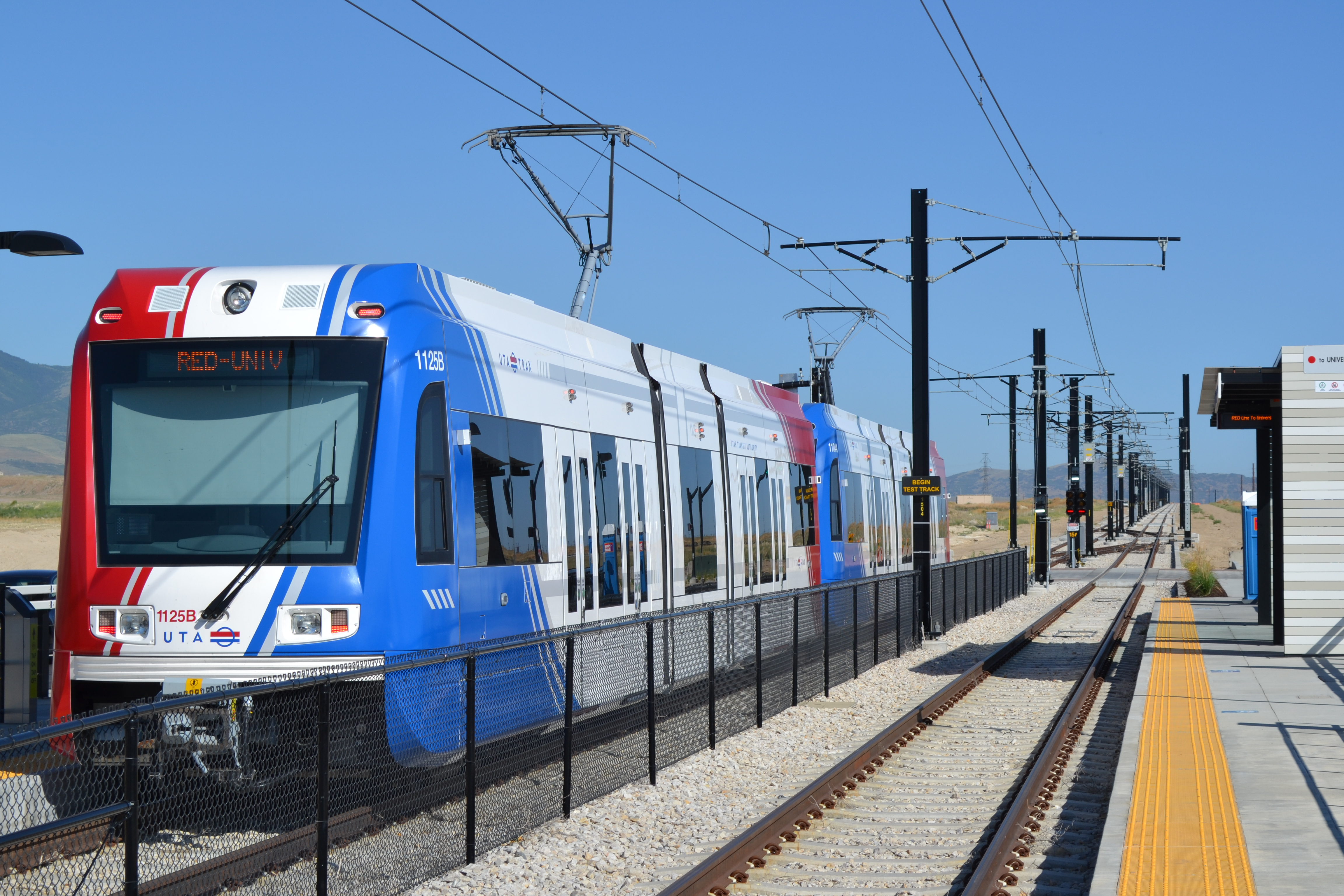
S70形（2011年撮影）

### 過去の車両
- 都市交通開発公社製電車 - カナダの都市交通開発公社（英語版）（現：アルストム）製の2車体連接車。2004年にサンタクララ郡でライトレールを運営するサンタクララバレー交通局から29両（1041 - 1069）が譲渡され、2018年まで使用された[20][21]。
- ダラス高速運輸公社100形電車 - ダラスのライトレール（DARTライトレール）用に導入された車両。2002年の冬季オリンピックの多客輸送に備え、一時的な貸し出しが実施された[22]。

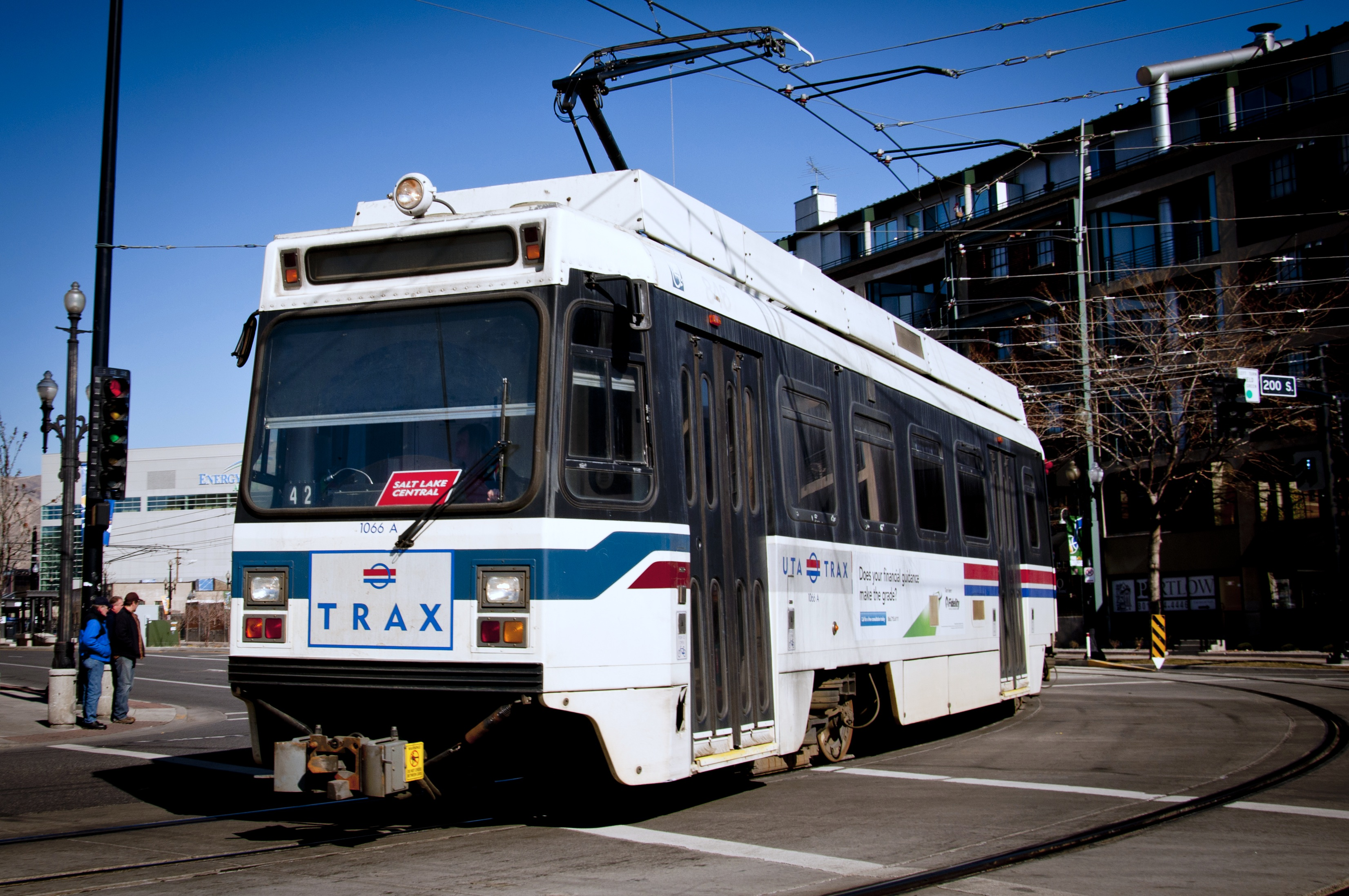
都市交通開発公社製電車（2011年撮影）

### 導入予定の車両
2024年10月、ユタ・トランジット・オーソリティーは今後の延伸に加え老朽化が進んだSD-100形・SD-160形の置き換えを目的に、スイスのシュタッドラー・レールとの間に新型超低床電車の導入に関する契約を結んだ。これはシュタッドラー・レール初の北アメリカ向けライトレール車両であり、契約に伴う製造両数は20両＋オプション60両分となっている。